# Adriana Lisboa

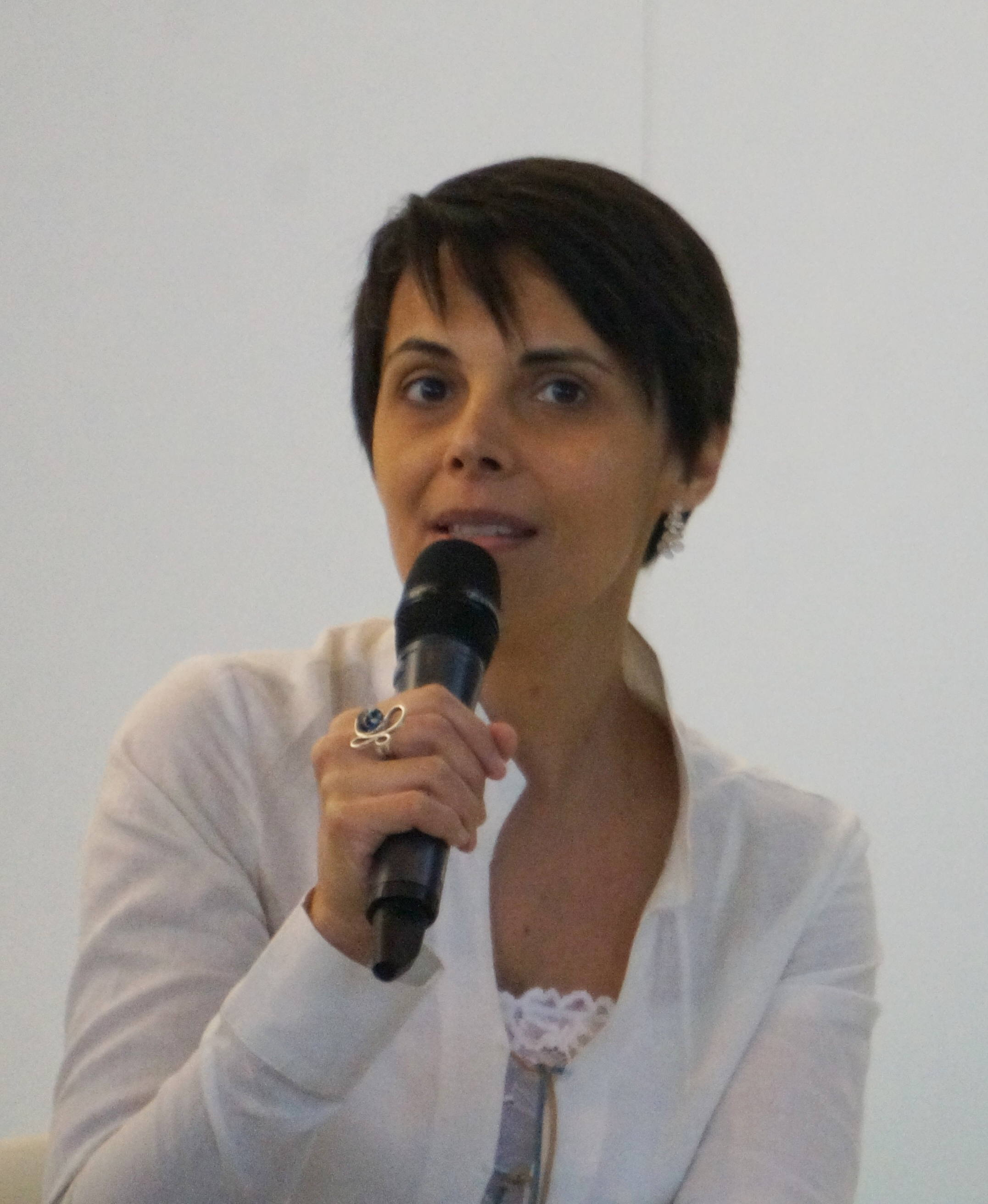
Adriana Lisboa, 2015

Adriana Lisboa Fábregas Gurevitz (* 25. April 1970 in Rio de Janeiro) ist eine brasilianische Schriftstellerin. Ihr literarisches Schaffen umfasst Romane, Erzählungen und Geschichten für Kinder. Ihre Bücher wurden in mehrere Sprachen übersetzt.

## Werdegang
Von 1971 bis 1975 wuchs Lisboa in Brasília auf. Dann kehrte sie in ihre Geburtsstadt Rio de Janeiro zurück und besuchte das Colégio Santa Úrsula. Im Alter von 18 Jahren ging sie für ein Jahr nach Frankreich, wo sie als Sängerin der Música Popular Brasileira (MPB) auftrat. Nach ihrer Rückkehr nach Rio de Janeiro arbeitete sie bis zum Jahr 2000 als Musiklehrerin. Ein Musikstudium an der Universidade Federal do Rio de Janeiro schloss sie 1994 mit dem Bachelor ab. Sie studierte an der Universidade do Estado do Rio de Janeiro (UERJ) Brasilianische Literatur, worin sie 2002 ihren Master erlangte, und promovierte in vergleichender Literaturwissenschaft. Als Gastwissenschaftlerin hielt sie sich 2006 am Nichibunken in Kyoto, 2007 an der University of New Mexico und 2008/09 an der University of Texas in Austin auf. Seit 2007 lebt sie in den Vereinigten Staaten.
1999 veröffentlichte sie ihren Debütroman Os fios da memória. Für ihren Roman Sinfonia em branco wurde sie 2003 mit dem Prémio José Saramago ausgezeichnet. 2005 erhielt sie den Prêmio Moinho Santista für ihr Gesamtwerk und 2006 für Língua de trapos den Newcomer-Preis der Fundação Nacional do Livro Infantil e Juvenil (FNLIJ). Das Projekt Bogotá 39/Hay Festival zählte sie 2007 zu den 39 wichtigsten lateinamerikanischen Autoren unter 39. Mit der französischsprachigen Übersetzung von Sinfonia em branco erreichte sie beim Prix des Lectrices der Zeitschrift Elle den dritten Platz und das Finale des Übersetzerpreises von PEN America.
2007 veröffentlichte Lisboa die Novelle O coração às vezes para de bater. Sie handelt von einem Teenager in Rio de Janeiro, dessen Leben sich durch ein Skateboard ändert, das er von seiner Freundin geschenkt bekommt. Die Regisseurin Maria Camargo setzte die Novelle in einen gleichnamigen Kurzfilm um, der unter anderem 2009 auf dem Festival do Rio gezeigt wurde.
Inspiriert durch Lisboas fiktiven Roman Azul-corvo drehte Eduardo Montes-Bradley 2012 über sie den Dokumentarfilm Lisboa. Die Aufnahmen zeigen Lisboa überwiegend in Boulder, einer Stadt im US-Bundesstaat Colorado, wo sie zu dieser Zeit lebte.
Neben ihrer Tätigkeit als Schriftstellerin übersetzte sie Werke von Cormac McCarthy, Margaret Atwood, Robert Louis Stevenson, Jonathan Safran Foer, Mary Shelley und Maurice Blanchot ins Portugiesische.
Lisboa gehörte zu einer Delegation von 70 Autoren, die das Gastland Brasilien auf der Frankfurter Buchmesse 2013 vertraten. Dort stellte sie ihren Roman Der Sommer der Schmetterlinge (Sinfonia em branco) vor.

## Auszeichnungen
- 2003: Prémio José Saramago für Sinfonia em branco[8]
- 2004: Finalistin des Prêmio Jabuti in der Kategorie Roman mit Um beijo de colombina
- 2005: Prêmio Moinho Santista für ihr Gesamtwerk[2]
- 2006: Newcomer-Preis der Fundação Nacional do Livro Infantil e Juvenil (FNLIJ) für Língua de trapos[2]
- 2008: Finalistin des Prêmio Jabuti in der Kategorie Roman mit Rakushisha
- Finalistin des Prémio Literário Casino da Póvoa in der Kategorie Bestes Buch des Jahres mit Rakushisha
- Finalistin des Prix des Lectrices der Elle mit Des roses rouge vif/Sinfonia em branco
- 2011: Finalistin des PEN Center USA Literary Awards, Kategorie übersetzte Fiktion für Symphony in White
- 2011: Finalistin des Prêmio São Paulo de Literatura und des Prêmio Zaffari & Bourbon für Azul-corvo

## Werk

### Romane
- Os fios da memória. Rocco, Rio de Janeiro 1999, ISBN 85-325-1017-5.
- Sinfonia em branco. Rocco, Rio de Janeiro 2001, ISBN 8532512437.
in deutscher Übersetzung von Enno Petermann: Der Sommer der Schmetterlinge. Aufbau, Berlin 2013, ISBN 978-3-351-03537-2.
- Um beijo de colombina. Rocco, Rio de Janeiro 2003, ISBN 85-325-1654-8.
- Rakushisha. Rocco, Rio de Janeiro 2007, ISBN 978-85-325-2198-9.
- Azul-corvo. Rocco, Rio de Janeiro 2010, ISBN 978-85-325-2598-7.
- Hanói. Alfaguara, Rio de Janeiro 2013, ISBN 978-85-7962-220-5.

### Erzählungen
- Caligrafias. Rocco, Rio de Janeiro 2004, ISBN 85-325-1791-9 (Zeichnungen von Gianguido Bonfanti).

### Kinder- und Jugendbücher
- Língua de trapos. Rio de Janeiro: Rocco, Rio de Janeiro 2005, ISBN 85-325-1752-8 (Illustrationen von Rui de Oliveira).
- O coração às vezes para de bater. PubliFolha, São Paulo 2007, ISBN 978-85-7402-835-4.
- Contos populares japoneses. Rocco, Rio de Janeiro 2008, ISBN 978-85-61384-27-2 (Illustrationen von Janaina Tokitaka).
- A sereia e o caçador de borboletas. Rocco, Rio 2009, ISBN 978-85-62500-02-2 (Illustrationen von Rui de Oliveira).